# Санчо Панса
Санчо Панса (исп. Sancho Panza) — персонаж романа Мигеля Сервантеса «Хитроумный идальго Дон Кихот Ламанчский», оруженосец Дон Кихота. У него есть осёл по кличке «Серый». На протяжении романа активно употребляет в речи пословицы, являющиеся составной частью так называемых санчизмов — монологов, произносимых Санчо. Фамилия Панса (по-испански записываемая Panza) означает «брюхо». В испанском литературоведении рассматривается как олицетворение испанского народа (Унамуно).

## Образ Санчо Пансы
Санчо Панса был простым крестьянином-хлебопашцем на землях Алонсо Кихано, был женат на пряхе Тересе Пансе и имел двоих детей. Завлечённый обещаниями Дон Кихота сделать его в будущем графом и губернатором острова, Санчо соглашается его сопровождать в качестве оруженосца. Не веря в мечтания и миражи Дон Кихота, Санчо часто проявляет в своих речах здравый смысл и пытается отговорить Дон Кихота от наиболее безрассудных подвигов. Тем не менее, он охотно пользуется преимуществами странствующего рыцарства. Хотя Санчо Панса и неграмотен, но хитёр и часто обманными путями пытается получить выгоду. Считая, что Дон Кихот не в себе, он тем не менее почитает его за ум и образованность.
Во второй части книги Санчо меняется, становясь умнее и рассудительнее. Получив от Дон Кихота советы, Санчо, назначенный в шутку губернатором, управляет честно и умно и выражается изысканно. Но затем он понимает, что власть не для него, и добровольно оставляет свой пост. Впрочем, окружающие, считая сумасшедшим и Санчо, смеются и шутят над ним, порой жестоко, он же наивен и многому верит. В финале книги Санчо искренне жалеет о кончине Дон Кихота, но в то же время радуется тому, что всё-таки заработал деньги.

## В кинематографе
- 2024 — Гиганты Ла-Манша, (Аргентина, Германия, Испания, Великобритания), режиссер Гонсало Гутьеррес